# ルシアとSEX
ルシアとSEX（スペイン語: Lucía y el sexo, バスク語:  Lucia eta sexua, ルシアとセックス）は、2001年のドラマ映画。脚本・監督はスペイン人のフリオ・メデム。

## 概要
主演はパス・ベガとトリスタン・ウヨア。タイトルが示唆しているように、抒情的なエロティシズムに融解されるプロットであり、ルシアとロレンソの愛の物語を取り巻く情熱的で性的なシーンを多く含んでいる。非線形のストーリー構成となっており、海と砂浜での超現実的な言及が繰り返され、すべての登場人物を結びつける、悲劇的な物語を描いている。この映画は地中海に面したスペインとフランスの異なる海岸で撮影された。

## 評価
この映画は国際的な成功をおさめた。第16回ゴヤ賞では作品賞・監督賞（フリオ・メデム）・脚本賞（フリオ・メデム）・主演男優賞（トリスタン・ウジョア）・助演女優賞（ナイワ・ニムリとエレナ・アナヤ）・新人女優賞（パス・ベガ）・編集賞・撮影賞・作曲賞・音響賞ののべ11部門にノミネートされ、パス・ベガが新人女優賞を、アルベルト・イグレシアスが作曲賞を受賞した。
Rotten Tomatoesは69人のレビューに基づき、この映画に71%の新鮮度を与え、総合評価として「理不尽な裸体の下に、複雑で視覚的に際立った映画が置かれている」とした。批評家のレビューの平均を使用するMetacriticは65/100というレートを付け、「概して好意的なレビューである」とした。

## キャスト
- パス・ベガ - ルシア役
- トリスタン・ウヨア - ロレンソ役
- ナイワ・ニムリ - エレーナ役
- ダニエル・フレイレ - カルロス役 / アントニオ役
- エレナ・アナヤ - ベレン役
- シルビア・リャノス - ルナ役

## 受賞
| 賞           | カテゴリー | 対象者                                                                                              | 結果       |
| ------------ | ---------- | --------------------------------------------------------------------------------------------------- | ---------- |
| 第16回ゴヤ賞 | 作品賞     | | ノミネート |
| 第16回ゴヤ賞 | 監督賞     | フリオ・メデム                                                                                      | ノミネート |
| 第16回ゴヤ賞 | 主演男優賞 | トリスタン・ウヨア                                                                                  | ノミネート |
| 第16回ゴヤ賞 | 助演女優賞 | エレナ・アナヤ                                                                                      | ノミネート |
| 第16回ゴヤ賞 | 助演女優賞 | ナイワ・ニムリ                                                                                      | ノミネート |
| 第16回ゴヤ賞 | 新人女優賞 | パス・ベガ                                                                                          | 受賞       |
| 第16回ゴヤ賞 | 脚本賞     | フリオ・メデム                                                                                      | ノミネート |
| 第16回ゴヤ賞 | 編集賞     | イバン・アレード                                                                                    | ノミネート |
| 第16回ゴヤ賞 | 撮影賞     | キコ・デ・ラ・リカ                                                                                  | ノミネート |
| 第16回ゴヤ賞 | 作曲賞     | アルベルト・イグレシアス                                                                            | 受賞       |
| 第16回ゴヤ賞 | 音響賞     | ポロ・ゴンサーレス・アレード アグスティン・ペイナード アルフォンソ・ピーノ サンティアゴ・テベネット | ノミネート |